# Pedagogie De Burcht
Pedagogie De Burcht (ook De Borcht, Latijn: Paedagogium Castri, later ook gekend als Pedagogie Het Kasteel) was van 1427 tot 1797 een "pedagogie" (in het Frans "pédagogi", in het Latijn "paedagogium") van de Universiteit van Leuven. De Burcht was een van de vier Leuvense pedagogieën van de artesfaculteit waar studenten hun basisopleiding kregen. Na deze eerste opleiding kon een student verder studeren aan de hogere faculteiten, zoals kerkelijk recht en theologie.
De leuze van de pedagogie De Burcht was: Castrum bella gerit.
De Burcht werd opgericht in 1427 door Godfried van Gompel († in 1455) en Herman Brant († in 1447), beiden hoogleraar in de Artes. De pedagogie werd ingericht in een huis dat zij eerst huurden, maar in 1444 aankochten in de Borchtstraat, later Kasteelstraat, tegenwoordig bekend als de Mechelsestraat. Na hun overlijden werd de pedagogie nog gevoelig uitgebreid.
De Leuvense universiteit was zoals gebruikelijk in de middeleeuwen, en nu nog in onder meer Cambridge en Oxford, een groepering van vele colleges, pedagogieën en stichtingen, verenigd als delen van de universiteit maar met eigen autonomie. Studenten leefden en studeerden in hetzelfde gebouw. Bij een college was de woonfunctie het voornaamste en bij een pedagogie primeerde het onderwijs.
Bekende alumni van De Burcht zijn Andreas Vesalius, Thomas Montanus, Joannes Roucourt, Adam Sasbout, Gilles Waulde en Petrus Jozef Triest. Alumnus en professor aan De Burcht was Joannes Roucourt.
Bij wet van 15 september 1793 werd tot afschaffing van alle colleges en universiteiten van de Franse Republiek beslist, hoewel de universiteiten in Frankrijk nog actief bleven tot aan de nieuwe wet van 7 ventôse jaar III (25 februari 1795) die in hun plaats de "Écoles Centrales" stichtte. Ingevolge het Traktaat van Campo Formio van 1797 stond de keizer de Oostenrijkse Nederlanden af aan Frankrijk en werd de Leuvense universiteit, zoals de andere Franse universiteiten, bij wet gesloten, met inbegrip van deze pedagogie. In 1807 werd de pedagogie De Burcht verkocht aan Ignace-Joseph Savary, iemand uit Rijsel. De gebouwen werden vervolgens gesloopt; een deel werd verkocht voor private huizen en een ander deel diende om de Mechelsestraat te verbreden aan de Oratoriënbrug.